# Miguel Ángel Díaz
Miguel Ángel Díaz Arévalo (Chalatenango, 27 de janeiro de 1957) é um ex-futebolista profissional e treinador salvadorenho, que atuava como defensor.

## Carreira
Miguel Ángel Díaz fez parte do elenco da histórica Seleção Salvadorenha de Futebol da Copa do Mundo de 1982. 